# Leucosticte atrata
El pinzón montano negro (Leucosticte atrata) es una especie de ave paseriforme de la familia Fringillidae, endémica del oeste de Estados Unidos. Se alimenta principalmente de semillas e insectos. Son aves muy sociales, viven en grupos durante gran parte del año, se juntan en parejas sólo para la temporada de anidación.

## Distribución
Se reproduce en el centro de Idaho, el suroeste de Montana, Wyoming, Nevada y Utah. Pasa el invierno en las elevaciones más bajas de sus áreas de reproducción, pero también se extiende a Colorado, el norte de Nuevo México, el norte de Arizona, California y Oregón.